# Carrie Steinseifer

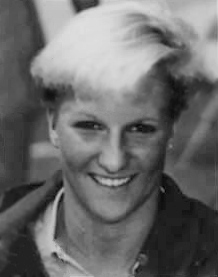
Carrie Steinseifer (1984)

Carrie Steinseifer (* 12. Februar 1968) ist eine ehemalige US-amerikanische Schwimmerin.
Bei den Olympischen Spielen 1984 in Los Angeles wurde sie zweifache Olympiasiegerin. Sie siegte über 100 m Freistil zeitgleich mit Nancy Hogshead und erhielt somit die Goldmedaille. Außerdem gewann sie Gold mit der 4 × 100-m-Freistilstaffel. Mit ihren 16 Jahren war sie damals die jüngste Olympiasiegerin bei den Spielen in Los Angeles.
Seit ihrem Karriereende arbeitet sie als Marketing Managerin. Im Jahr 1999 wurde sie in die Ruhmeshalle des internationalen Schwimmsports aufgenommen.